# Лозинский, Аскольд Евгеньевич
Аскольд Евгеньевич Лозинский ( укр. Аскольд Євгенович Лозинський    </link> ; родился 8 февраля 1952) — американский писатель и адвокат украинского происхождения, избранный президентом Всемирного конгресса украинцев (UWC) с 1998 по 2008 год, Комитета украинского конгресса Америки (UCCA) с 1992 по 2000 год, и Украинской студенческой организации с 1973 по 1975 год.

## Ранняя жизнь и образование
Аскольд Лозинский родился в Нью-Йорке 8 февраля 1952 года  в семье политического деятеля Евгения Лозинского  и актрисы Марии Нади Сафьян. Его отец иммигрировал в США в 1951 году, во время волны украинской эмиграции, и поселился в Нью-Йорке. Он получил степень бакалавра (латинский и греческий)  в 1973 году, а затем степень доктора юридических наук в 1976 году на юридическом факультете Университета Фордхэма . Полиция несколько раз задерживала его за планирование и проведение антисоветских акций протеста в США. Он курировал редактирование сборника англоязычных книг об украинских диссидентах.

## Карьера
С 1972 по 1975 год Лозинский занимал пост президента Украинской студенческой организации, а с 1980 по 1989 год — президента Украинско-американской молодёжной ассоциации . Перейдя на более широкие руководящие должности, он занял должность исполнительного вице-президента UCCA с 1990 по 1992 год и занимал пост президента с 1992 по 2006 год. Кроме того, с 1993 года он руководил проектом коммерческого права в Украине. </link>
В сфере филантропии и пропаганды культуры Лозинский занимал должность директора Кооператива американской помощи повсюду с 1980 по 1985 год, а с 1996 года сотрудничал с организацией «Американские друзья Одесской филармонии». В профессиональном плане он является членом Американской ассоциации адвокатов, Ассоциации адвокатов штата Нью-Йорк с 1977 года  и Украинско-американской ассоциации адвокатов. Его специализацией были недвижимость, торговые операции и имущественное право. Он продолжает оставаться членом Федеральной коллегии адвокатов .
В 1999 году Лозинский обратился к президенту Украины с открытым письмом, в котором суммировал многие недовольства, высказанные диаспорой по поводу осторожной позиции украинского правительства по языковым вопросам.

## Работы
Лозинский был автором нескольких статей в украинских журналах по современным политическим вопросам. Примеры его работ:
- Ukraine: Issues that Matter :  [англ.]. — Kyiv-Mohyla Academy Publishing House, 2021. — ISBN 9789665187936.
- Бо москалі – чужі люде... :  [укр.]. — Lviv, 2023. — ISBN 978-617-8055-89-9.
- Ukraine: Slaying the Two-Headed Eagle (2023)[10]
- Л., Рудницький. Мрія, слово і чин: збірник на пошану Володимира Янева (відгуки, рецензії, спогади) :  [укр.] / Рудницький Л., А. Карась, А. Лозинський. — Lviv; Munich; New York, 2023. — ISBN 978-617-7546-12-1.

## Личная жизнь
Лозинский женат на Роксолане Кассандре Стойо 16 августа 1980 года , у них есть сын и дочь.

## Награды и признания
- Орден «За заслуги» второй степени (2006 г.) [6][11]
- Медаль Симона Петлюры (2021) [12]
- Лауреат премии «За общественную деятельность ко Дню независимости Украины» (2023 г.); за оказание гуманитарной помощи лицам, пострадавшим от войны в Украине .[13]